# Guglielmo Renzi
Guglielmo Renzi (* 1949 in Florenz) ist ein italienischer Designer.

## Leben und Werk
Guglielmo Renzi machte 1980 das Examen an der Universität Florenz und war dort ab 1981 Assistent von Adolfo Natalini.

„Guglielmo Renzi ist einer derer, die eher platonisieren, den Gegenstand erhöhen und ihn in Erhabenheit auflösen. Seine Objekte strotzen und rotzen edel vor sich hin, dulden keinen Widerspruch, sind eigentlich schon im Stadium der Produktion oder gar schon als Zeichnung Museumsstücke, die des Gebrauchs nicht bedürfen oder ihn missen möchten. Fast ist nicht mehr wichtig, ob eine Lampe auch leuchtet oder ein Sofa sich für den Benutzerhintern breitmacht. Die Funktion tritt vor der Erscheinung zurück, und diese Erscheinung negiert die Präsentation von Funktion.“